# Liste des circonscriptions législatives des Hautes-Pyrénées
ATTENTION les informations ne sont pas à jour !
consulter site de la mairie http://www.tarbes.fr/gp/Decoupage-electoral/582/0
ou de la préfecture des hautes pyrénées.
Le département français des Hautes-Pyrénées est, sous la Cinquième République, constitué de deux circonscriptions législatives de 1958 à 1986, de trois circonscriptions après le redécoupage électoral de 1986 puis de deux circonscriptions depuis le redécoupage de 2010, entré en application à compter des élections législatives de 2012.

## Présentation
Par ordonnance du 13 octobre 1958 relative à l'élection des députés à l'Assemblée nationale, le département des Hautes-Pyrénées est d'abord constitué de deux circonscriptions électorales. 
Lors des élections législatives de 1986 qui se sont déroulées selon un mode de scrutin proportionnel à un seul tour par listes départementales, le nombre de sièges des Hautes-Pyrénées a été porté de deux à trois.
Le retour à un mode de scrutin uninominal majoritaire à deux tours en vue des élections législatives suivantes, a maintenu ce nombre de trois sièges,, selon un nouveau découpage électoral.
Le redécoupage des circonscriptions législatives réalisé en 2010 et entrant en application à compter des élections législatives de juin 2012, a modifié le nombre et la répartition des circonscriptions des Hautes-Pyrénées, réduit à deux du fait de la sur-représentation démographique du département.

## Composition des circonscriptions

### Composition des circonscriptions de 1958 à 1986
À compter de 1958, le département des Hautes-Pyrénées comprend deux circonscriptions regroupant les cantons suivants :
- 1re circonscription : Arreau, Bagnères-de-Bigorre, La Barthe-de-Neste, Bordères-Louron, Campan, Castelnau-Magnoac, Galan, Lannemezan, Mauléon-Barousse, Saint-Laurent-de-Neste, Tarbes-Sud, Tournay, Trie, Vielle-Aure
- 2e circonscription : Argelès-Gazost, Aucun, Castelnau-Rivière-Basse, Laloubère, Lourdes, Luz-Saint-Sauveur, Maubourguet, Ossun, Pouyastruc, Rabastens-de-Bigorre, Saint-Pé-de-Bigorre, Tarbes-Nord, Vic-en-Bigorre

### Composition des circonscriptions de 1988 à 2012
À compter du découpage de 1986, le département des Hautes-Pyrénées comprend trois circonscriptions regroupant les cantons suivants :
- 1re circonscription : Arreau, Bagnères-de-Bigorre, La Barthe-de-Neste, Bordères-Louron, Campan, Castelnau-Magnoac, Galan, Lannemezan, Mauléon-Barousse, Saint-Laurent-de-Neste, Séméac, Tournay, Trie-sur-Baïse, Vielle-Aure.
- 2e circonscription : Argelès-Gazost, Aucun, Laloubère, Lourdes-Est, Lourdes-Ouest, Luz-Saint-Sauveur, Ossun, Saint-Pé-de-Bigorre, Tarbes-I, Tarbes-II.
- 3e circonscription : Aureilhan, Bordères-sur-l'Échez, Castelnau-Rivière-Basse, Maubourguet, Pouyastruc, Rabastens-de-Bigorre, Tarbes-III, Tarbes-IV, Tarbes-V, Vic-en-Bigorre.

### Composition des circonscriptions à compter de 2012
Depuis le nouveau découpage électoral, le département comprend deux circonscriptions regroupant les cantons suivants :
- 1re circonscription : Arreau, Aureilhan, Bagnères-de-Bigorre, La Barthe-de-Neste, Bordères-Louron, Campan, Castelnau-Magnoac, Galan, Lannemezan, Mauléon-Barousse, Pouyastruc, Saint-Laurent-de-Neste, Séméac, Tarbes-I, Tarbes-III, Tarbes-IV, Tournay, Trie-sur-Baïse, Vielle-Aure
- 2e circonscription : Argelès-Gazost, Aucun, Bordères-sur-l'Échez, Castelnau-Rivière-Basse, Laloubère, Lourdes-Est, Lourdes-Ouest, Luz-Saint-Sauveur, Maubourguet, Ossun, Rabastens-de-Bigorre, Saint-Pé-de-Bigorre, Tarbes-II, Tarbes-V, Vic-en-Bigorre